# Hypnum gayanum
Hypnum gayanum là một loài Rêu trong họ Hypnaceae. Loài này được (Mont.) Lorentz mô tả khoa học đầu tiên năm 1866.